# Emil Löwenhardt (Chemiker)

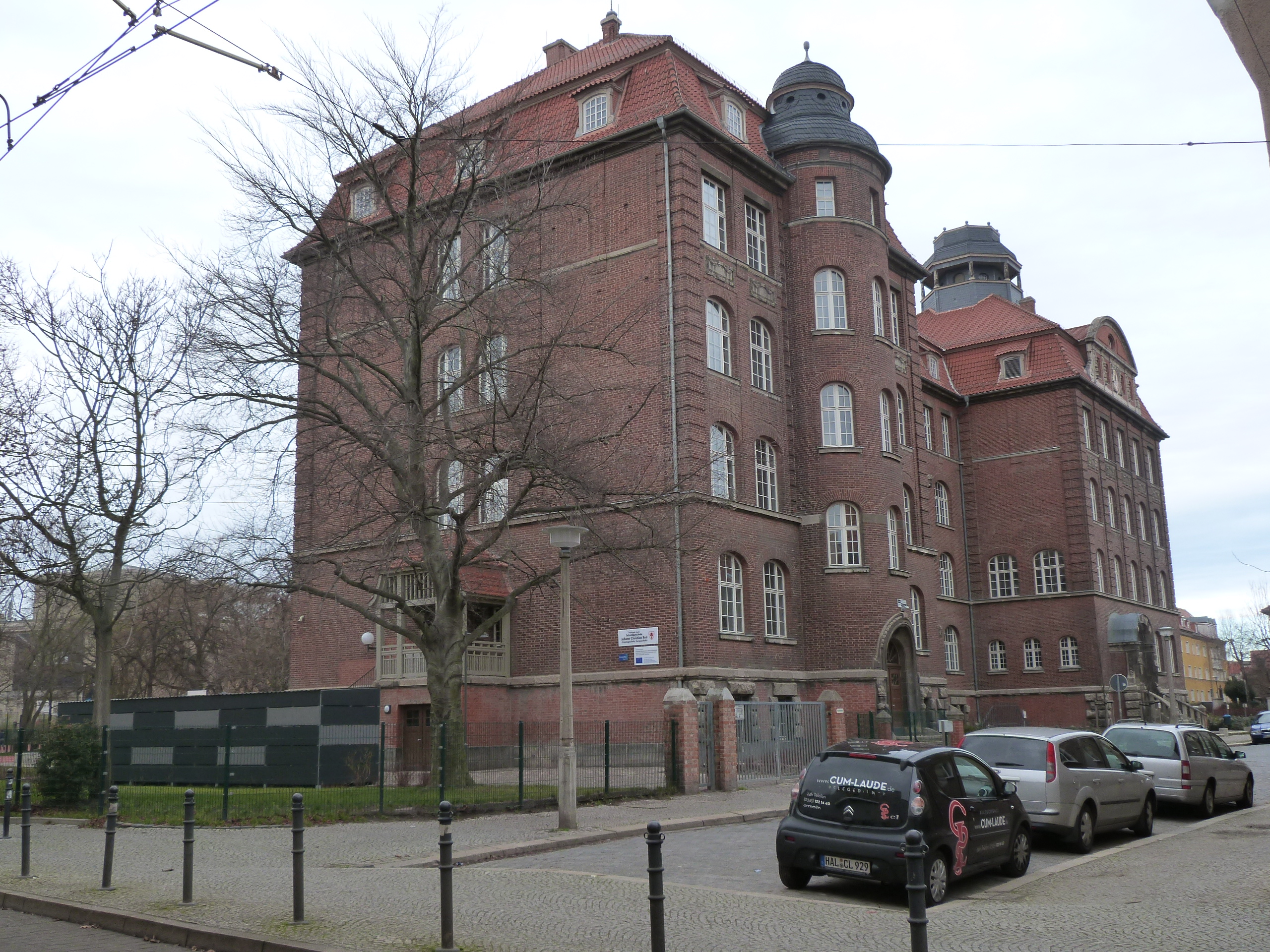
Städtische Oberrealschule zu Halle an der Saale

 Emil Löwenhardt (* 1858 in Nietleben; † 1941 in Halle (Saale)) war ein deutscher Chemiker, Lehrer und Schulbuchautor.

## Leben
Emil Löwenhardt  studierte an der Universität in Halle und wurde 1880 mit seiner Dissertation Beiträge zur Kenntniss des Picrotoxins's zum Dr. phil. promoviert. Löwenhardt wirkte später als Lehrer und Oberlehrer an der Städtischen Oberrealschule zu Halle an der Saale.
Er führte den Professorentitel und wurde 1921 Nachfolger von Heinrich Schotten als Rektor der Schule.
Er war Mitglied im Naturwissenschaftlichen Verein für Sachsen und Thüringen zu Halle a.S.
1923 wurde Emil Löwenhardt in der Sektion Chemie als Mitglied in die Deutsche Akademie der Naturforscher Leopoldina aufgenommen.

## Schriften
- Beiträge zur Kenntniss des Picrotoxins's. Gebauer-Schwetschkian, Halis Saxonum 1880
- mit Ernst Schmidt: Beiträge zur Kenntniss der Bestandtheile der Kokkelskörner. In: Berichte der deutschen chemischen Gesellschaft, 14, 1881, S. 817–822
- Ueber das Cocculin. In: Justus Liebigs Annalen der Chemie, 222, 3, 1884, S. 353–354
- Leitfaden für die chemischen Schülerübungen: zur praktischen Einführung in die Chemie. Teubner, Leipzig 1909
- Didaktik und Methodik des Chemie-Unterrichts. Beck, München 1920
- Lehrbuch der Chemie für höhere Schulen. Teubner, Leipzig 1921
- Lehrbuch der Chemie für höhere Mädchenbildungsanstalten. Teubner, Leipzig 1926